# Tetra Laval
Tetra Laval S.A. är ett schweiziskt globalt förvaltningsbolag inom förpackningsindustrin och mejeriproduktion. Bolaget äger och förvaltar tre företag: DeLaval, Sidel och Tetra Pak. Företagen har kompetenser inom system för livsmedelsförädling, paketering och distribution av i första hand våta varor samt utrustning för mejeriproduktion och djurhållning.

## Historik
Holdingbolaget grundades den 1 januari 1993 av Tetra Pak efter att Tetra Pak hade två år tidigare köpt ut Alfa Laval från börsen för 16 miljarder svenska kronor. Efter köpet flyttade Tetra Laval allt som hade med mjölkproduktion att göra i Alfa Laval till ett nytt företag med namnet Alfa Laval Agri. I april 2000 bytte Alfa Laval Agri namn till DeLaval och i augusti sålde Tetra Laval 62,2 % av det kvarvarande Alfa Laval till riskkapitalbolaget Industri Kapital. Året efter förvärvades det franska företaget Sidel för 1,7 miljarder euro, som var specialiserat på  tillverkning av PET-flaskor. 2005 köpte man även de italienska företagen SIG Alfa och SIG Simonazzi, som tillverkade produktionsutrustning och etiketteringsutrustning för flaskor och burkar. De blev omgående fusionerade med Sidel.
För 2018 hade Tetra Laval en nettoomsättning på drygt 13,6 miljarder euro och en personalstyrka på 35 882 anställda. Företagets huvudkontor ligger i Pully i kantonen Vaud i sydvästra Schweiz.

## Dotterbolag
Statistik per den 31 december 2018.
| Företag   | Nettoomsättning (euro) | Antal anställda |
| --------- | ---------------------- | --------------- |
| DeLaval   | 1,01 miljarder         | 4 637           |
| Sidel     | 1,415 miljarder        | 5 487           |
| Tetra Pak | 11,22 miljarder        | 25 488          |